# Peromyscus stephani
Peromyscus stephani és una espècie de mamífer rosegador de la família dels cricètids. És endèmic de l'illa San Esteban (Mèxic). El seu hàbitat natural són els matollars desèrtics. Se'l considera una espècie en perill crític per la petitesa de la seva distribució (< 42 km²).
El seu nom específic, stephani, es refereix al nom de l'illa que habita.